# Футуризм

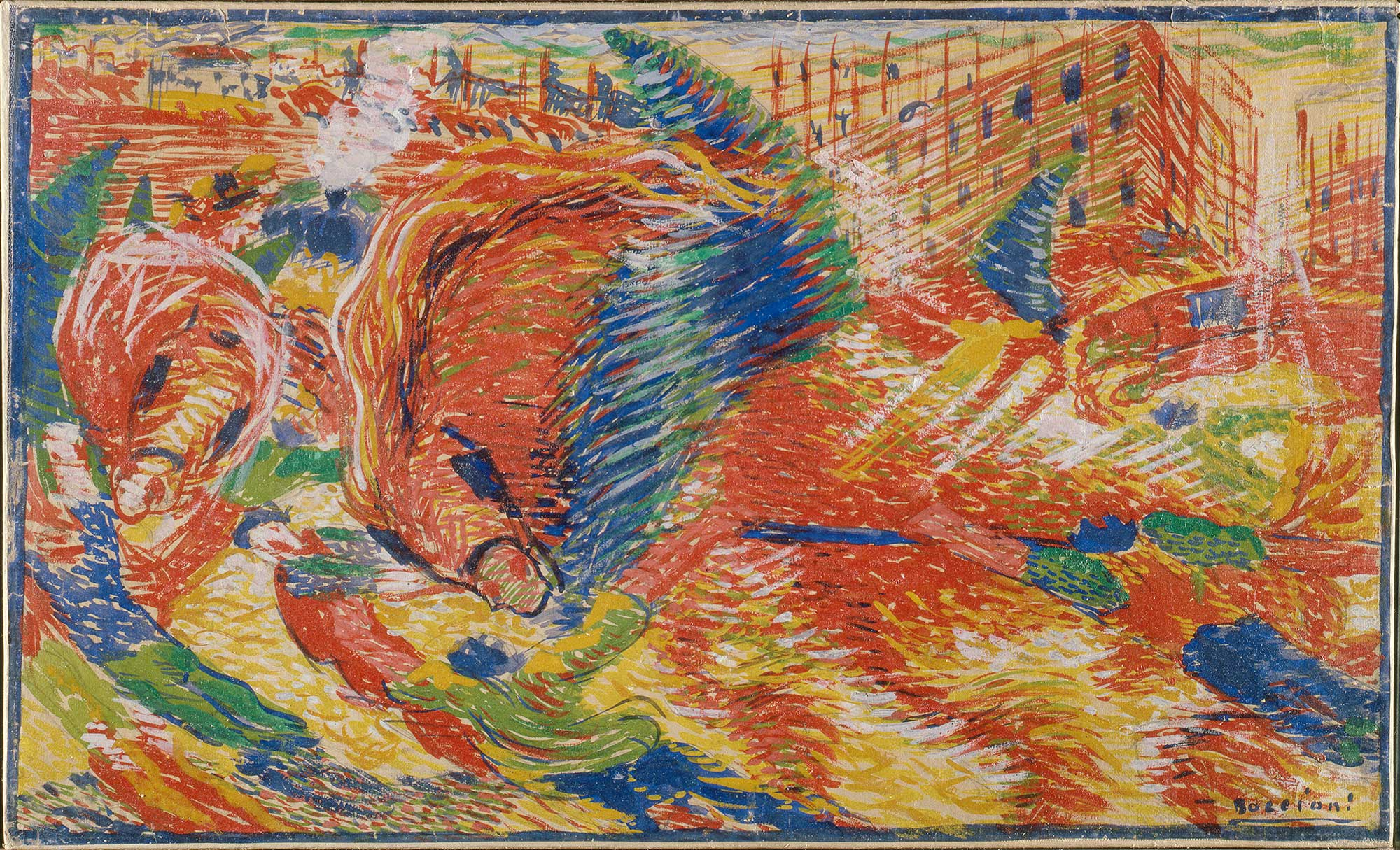
Умберто Боччоні. «Місто, відродження легенди», ескіз, 1910 р.

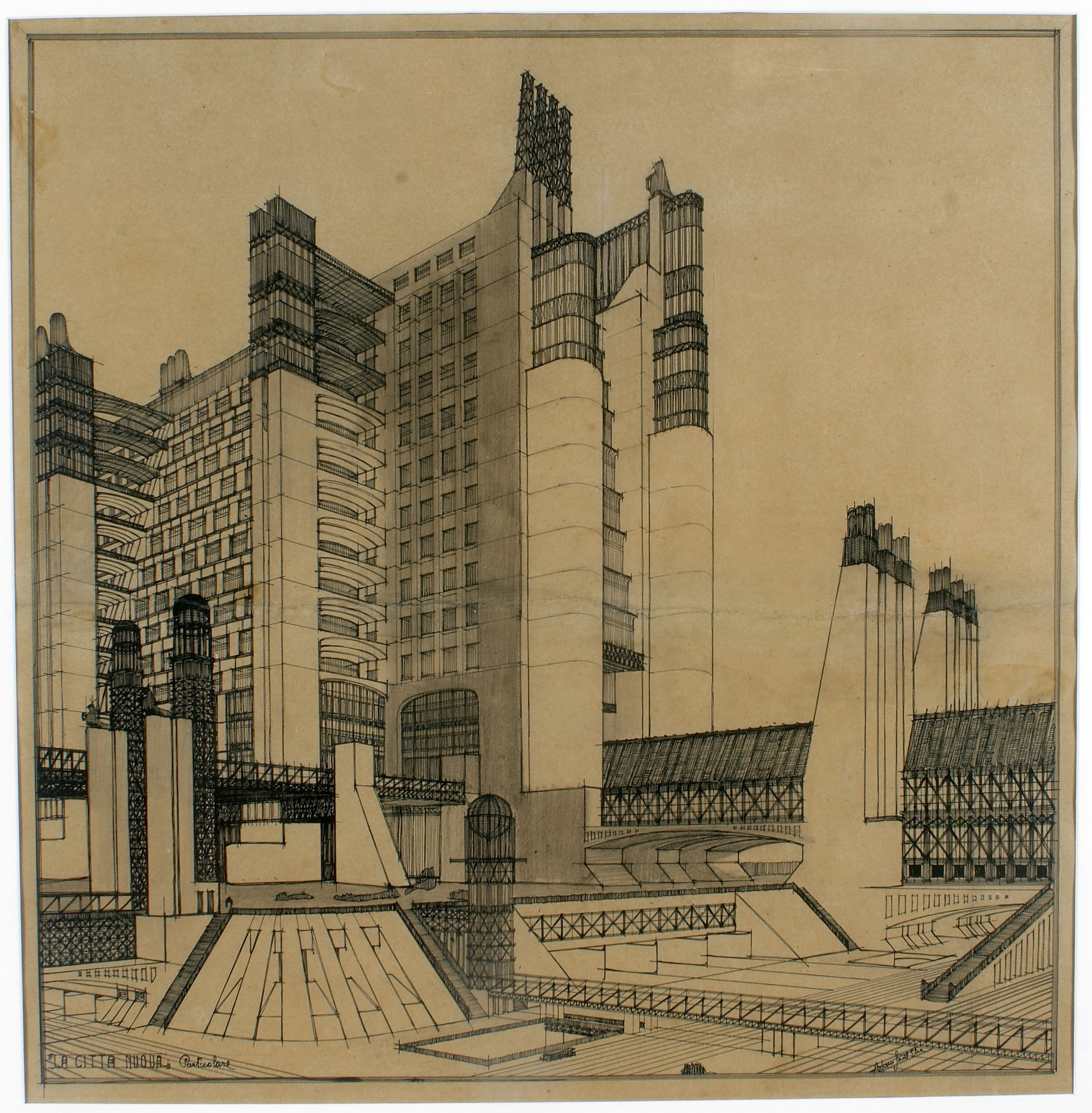
Антоніо Сант'Еліа (1888—1916). Будинок із зовнішніми ліфтами, серія «Нове місто», 1914 р.

Футуризм (від італ. futurismo та лат. futurum — майбутнє) — авангардний напрям у  мистецтві, що розвинувся на початку XX століття здебільшого в Італії й відстоював  крайній формалізм, пропагував культ індивідуалізму, відкидав загальноприйняті мовні та поетично-мистецькі норми. Футуризм проголошував перемогу техніки, науки, швидкості, війни, боротьби з природою та жіноцтвом.

## Історія
Творцем його вважають італійського письменника Філіппо Марінетті, який 1909 року опублікував у французькій газеті «Ле Фіґаро» «Маніфест футуризму». Головне завдання нового напряму Марінетті бачив у нищенні панівних у 19 столітті мистецьких форм, особливо реалізму і класики, та в безконтрольному індивідуалізмі, який у малярстві виявився фантастичними формами й кольорами, а в літературі, особливо в поезії, т. зв. «заумною мовою» — творенням нових звуків-слів, часто без жодного глузду. Характеристичною прикметою Філіппо була тематика урбанізму й індустріалізації, що мала віддати ідеї й дух майбутнього космополітичного суспільства, протиставлені усталеним естетичним смакам, часто з метою «епатажу буржуа», провокувати його всілякими вигадками й деформаціями.
У живописі та скульптурі італійський футуризм став предтечею багатьох наступних художніх відкриттів і течій. Так, Умберто Боччоні, який використовував у своїй роботі одразу кілька матеріалів (скло, дерево, картон, залізо, шкіра, одяг, дзеркала, електричні лампочки і т. д.) став попередником стилю поп-арт. У своїх футуристичних роботах Джакомо Балла прагнув до об'єднання форми, кольору, руху і звуку.
В Італії футуризм мав також видних представників у музичному мистецтві. Основоположниками музичного футуризму вважають Франческо Прателлу, який виступив у 1910 році з «Маніфестом музикантів-футуристів» («Manifesto dei musicisti futuristi»), а також Луїджі Руссоло, який виступив з маніфестом «Мистецтво шумів» (L'arte dei Rumori) в 1913 році. Ігор Стравінський у кількох «спогодах» іронічно окреслив футуристичні експерименти як «склеювання фізіологічного вурчання, чмокання гумових присосок, кулеметної стрільби й інших… зображуваних і асоціативних шумів, які більше відповідають музичним імітаціям м-ра Діснея».
На світогляд футуристів великий вплив мали філософські погляди Ніцше з його культом «надлюдини» та Бергсона, який стверджував, що мозок може осягати все закостеніле й мертве.
На початку 1910-х років футуризм виникає і в Росії. Появу російського футуризму — незалежно від італійського угруповання — знаменують «Пролог егофутуризму» (1911 р.) І. Сєверяніна та збірка «Ляпас громадському смаку» (1913 р.) поетів-кубофутуристів. Народження футуризму в Росії, подібно до акмеїзму, зумовила криза російського символізму. М. Поляков влучно визначає різницю між двома модерністськими течіями, що приходять на зміну символізмові: «Акмеїсти розглядали сучасність у світлі минулого культурного досвіду, вони вміщували теперішнє в минулому. ...футуристи переміщували теперішнє в майбутнє». Російські футуристи, так само, як і італійські, знищують „кордони між мистецтвом і життям, між образом і побутом”, вони орієнтуються на мову вулиці, на лубок, рекламу, міський фольклор і плакат.

## Поняття футуризму
Футуризм — це мистецтво антигуманізму, яке має відбити настання часу техніки. Спрямування футуризму можна виразити трьома «М»: місто, машина, маса. Футуристичне мистецтво зовсім не цікавиться людиною. Психологізм оголошується анахронізмом. Якщо цікавить душа — пізнай машину. Для цього мистецтва характерний винятковий динамізм, опоетизування руху, швидкості, зорові пошуки засобів зображення руху. Зупинка є злом, отже — футуристи вживали такі принципи динамізації («прискорення») свого художнього тексту: тексти записувалися без розділових знаків, без великих і малих букв. На думку футуристів, найбільше перешкод для руху роблять прикметники й прийменники. На перший план висувається дієслово.
Футуризм — це тотальне заперечення, у тім числі й єства. Музикою міста вважався шум міста. Панувала поетизація потворного, антиестетизм: деякі футуристи, наприклад, видавали свої твори на шпалерах. Ідеї футуристів виражалися у формах синтетичного твору, який повинен передавати різні відчуття, які мали впливати на сприйняття, як нову реальність, через синестезію, що застосовувалась поетами, музикантами та живописцями.

## В Україні

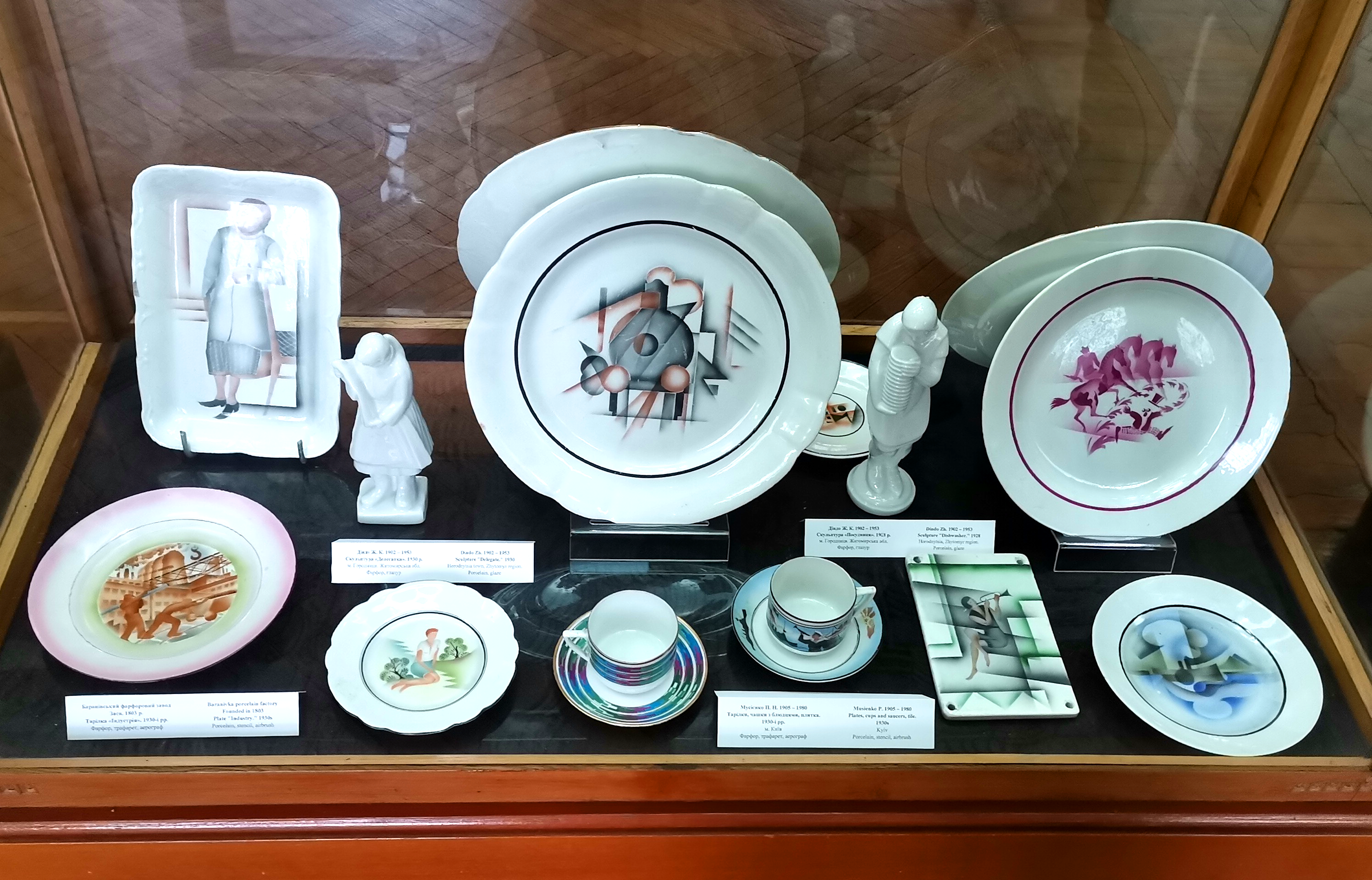
Кераміка 1930х з роботами Мусієнка Пантелеймона, Баранівського порцелянового заводу у музеї українського народного декоративного мистецтва

До Першої світової війни футуризм в індустріально відсталій Україні не мав сприятливого ґрунту. Перші спроби футуристичної поезії українською мовою зробив Василіск Гнєдов. Але вже 1913 лідер українського футуризму Михайль Семенко видав збірку поезій «Prèlude», a 1914 — «Дерзання» і «Кверофутуризм»; за роки революції він видав ще 8 збірок.  Активний організатор, він був засновником низки українських футуристичних угруповань і журналів: «Флямінґо» (1919 — 21), «Аспанфут» (1921 — 24) у Києві, а після переїзду до Харкова журнал «Нова ґенерація» (1928 — 30). М. Семенко трактував футуризм не лише як напрямок мистецтва, а й як теорію культури. Найцікавіші вірші Семенка: «Зуби Галі», «Куховарня», «Полонений», «NP», «Місто». Напрям, який використав сам Семенко, він назвав кверофутуризмом (від лат.querer — хотіти, бажати, любити) тобто таким, що враховує попередній і сучаснийд досвід.
Під тиском панівної комуністичної ідеології журнал змушений був стати бойовою трибуною «пролетарського мистецтва» і від деструкції перейти до пропаганди конструктивізму й супрематизму (низку статей надрукував у «Новій генерації» К. Малевич), а потім його зовсім заборонено. До «Нової генерації» належали, крім М. Семенка, поети Ґео Шкурупій, Олекса Влизько, М. Скуба та ін., теоретик О. Полторацький. Деякий час під впливом футуризму був Микола Бажан. Близько до футуризму стояв Валер'ян Поліщук, що на футуристичній основі намагався створити власний напрям «динамічного спіралізму». Футуристи не мали такої видатної позиції в укр. літературі своєї доби, як символісти чи неокласики, проте вони активізували поезію новими темами й формами, а передусім експериментаторством. «Нова Генерація» пропаґувала модерні західно-європейські напрями (дадаїзм, сюрреалізм), що суперечило настановам офіційної критики, і журнал перестав існувати ще до загальної ліквідації літературних організацій у 1932.
Крім згаданих, існували ще й менші локальні гуртки футуристів: у Харкові «Ком-Космос» (1921), в Одесі «Юголіф» (з участю місцевих російських футуристів), у Москві «СІМ» («Село і місто», 1925), що об'єднувало українських письменників у РРФСР. Органами футуризму в 1920-их роках були ще «Семафор у майбутнє», «Катафалк искусства» (російською мовою) і «Гольфштром».
У мистецтві, крім О. Архипенка, який від 1906 перебував поза Україною і був ближчий до конструктивізму, ніж до футуризму, до цього останнього належали Д. Бурлюк, О. Екстер, О. Богомазов, почасти А. Петрицький, брат М. Семенка Василь, В. Єрмилов, К. Малевич, Є. Прибильська, Євген Сагайдачний, О. Сорохтей, графік П. Ковжун, члени українського футуристичного гуртка в Києві і група митців з кола «Нової Генерації».
У середині 20-х років футуризм, як український, так і світовий, завершує своє існування. Він переживає себе як організована течія й система ідейно-естетичних настанов. У 1930-х роках більшість учасників руху були репресовані. 
Наприкінці 1990-х на базі житомирської прозової школи було створена постфутуристичну групу "Неабищо". Першими креативними людьми цієї гільдії були: Олег Левченко та Ромцьо Здорик. Постфутуристичні мотиви також перегукуються у поезії І. Стронґовського та Богдана-Олега Горобчука.